# 피터버러 유나이티드 FC
피터버러 유나이티드 풋볼 클럽(영어: Peterborough United Football Club)은 잉글랜드의 프로 축구 구단으로 케임브리지셔주 피터버러에 연고지를 두고 있다.
1934년에 창단하여 오랫동안 미들랜드 풋볼 리그에서 뛰었고, 6번을 우승했다. 1960년에 게이츠헤드를 대신하여 풋볼 리그에 참가하게 되었다. 홈 구장은 런던 로드 스타디움이고 닉네임은 우아한, 상류층의라는 뜻을 가진 "포시"(Posh)이다.

## 우승 경력
- 풋볼 리그 2 (전신 대회 포함)

우승 (2): 1960-61, 1973-74
- 미들랜드 풋볼 리그

우승 (6): 1939-40, 1955-56, 1956-57, 1957-58, 1958-59, 1959-60

## 선수 명단

### 현역
참고: FIFA 자격 규정에 따라 소속된 국가대표팀 국기를 표시합니다. 선수는 복수의 FIFA 비회원국 국적을 가지고 있을 수 있습니다.
| 번호 | 포지션 | 국적     | 이름                |
| ---- | ------ | -------- | ------------------- |
| 1    | GK     |          | 니콜라스 빌로카피치 |
| 19   | FW     |          | 구스타브 린드그렌   |
| 20   | MF     |          | 마하마두 수소호     |
| 22   | MF     | 키프로스 | 헥터 키프리아누     |

| 번호 | 포지션 | 국적 | 이름        |
| ---- | ------ | ---- | ----------- |
| 42   | DF     |      | 루카 멘돈카 |

## 역대 감독
| 감독        | 임기        |
| ----------- | ----------- |
| 대런 퍼거슨 | 2007 ~ 2009 |
| 대런 퍼거슨 | 2011 ~ 2015 |
| 대런 퍼거슨 | 2019 ~ 2022 |
| 대런 퍼거슨 | 2023 ~      |